# Chris Bassitt
Christopher Michael Bassitt (Toledo, Ohio, 22 de febrero de 1989), más conocido como Chris Bassitt, es un jugador profesional estadounidense de béisbol que se desempeña en la posición de lanzador en Toronto Blue Jays, equipo de las Grandes Ligas de Béisbol (MLB).

## Carrera
Bassitt hizo su debut en la MLB con el equipo Chicago White Sox, en el cual jugó una temporada (2014), después pasó a Oakland Athletics (2015-2016, 2018-2021), luego a New York Mets (2022), posteriormente a Toronto Blue Jays, donde lleva jugando dos temporadas.